# Legamento largo dell'utero
Nell'anatomia umana il legamento largo è la porzione di peritoneo che portandosi lateralmente all'utero va a rivestire le tube uterine di Falloppio.
 In basso, al livello della cervice uterina, si continua in avanti con il peritoneo parietale anteriore ed indietro con quello parietale posteriore. Visto dall'alto, esso ha forma triangolare con base in basso ed ospita il passaggio dei vasi uterini, vasi vaginali, dell'uretere, del legamento rotondo dell'utero, del legamento cardinale (che avvolge le formazioni vascolonervose che si portano all'utero ed alla vagina).

## Anatomia
Il legamento largo dell'utero si divide in una porzione superiore, una posteriore e una inferiore come di seguito:
- Mesosalpinge, detta "ala superiore": è la parte che circonda le tube uterine e si fonde con il foglietto posteriore del mesovario e inferiormente con il foglietto posteriore del mesometrio;
- Mesovario, detta "ala posteriore": si porta dal foglietto posteriore della mesosalpinge all'ovaio, fino alla linea di Farre-Waldeyer che segnala il punto di fusione dello stesso mesovario con l'epitelio di rivestimento dell'ovaio, detto impropriamente epitelio germinativo. Tale linea è sita in prossimità del margine anteriore dell'ovaio;
- Mesometrio: è la parte inferiore che parte dal pavimento pelvico e dalle pareti laterali pelviche per fondersi superiormente con il foglietto anteriore della mesosalpinge e con il foglietto posteriore del mesovario. In quanto a rapporti topografici, la porzione anteriore si trova superiormente al legamento rotondo dell'utero mentre la porzione posteriore è superiore all'arteria uterina e all'uretere.